# Saleen S281
El Saleen S281 es un automóvil deportivo producido por el fabricante estadounidense Saleen entre 2005 y 2009. Está basado en el Ford Mustang.
Existen tres versiones, tanto para el coupé como como para el descapotable: S281 de 3 válvulas por cilindro, S281-Supercharged y S281-Extreme, todos con el mismo V8 de 4601 cm³ (4,6 L; 280,8 plg³), aunque dos variantes están equipados con sobrealimentación.
Cada uno era fabricado artesanalmente y posteriormente personalizado por técnicos experimentados. Ha sido descontinuado, ya que su producción ha cesado.[cita requerida]

## En la cultura popular
Este vehículo fue utilizado como el Transformer Decepticon Barricade en la película Transformers de 2007.[cita requerida] También en la película "Hollywood Homicide" es el auto del detective K. C. Calden.[cita requerida] También aparece en una escena de 2 Fast 2 Furious donde es destruido en un choque.[cita requerida]